# Оксінт
Оксінт (грец. Οξύντης) — персонаж давньогрецької міфології. Цар Афін в період після Троянської війни. Згідно з Євсевієм Кессарійським, Оксінт правив у 1147—1135 роках до н. е. Наступник Демофонта, сина Тесея, батько Афіданта і Фімета.